# Selbstbildnis mit Weinflasche
Selbstbildnis mit Weinflasche (auch Selbstbildnis/Selbstporträt in Weimar, norwegisch Selvportrett ved vinen) ist ein Gemälde von Edvard Munch aus dem Jahr 1906. Es zeigt den norwegischen Maler in einem Restaurant vor einer Weinflasche. Das Bild entstand in Weimar und wird als Wiedergabe von Munchs Einsamkeit und Anspannung zur Entstehungszeit interpretiert, die der Künstler durch starken Alkoholkonsum kompensierte. Es befindet sich im Besitz des Munch-Museums Oslo. Im Jahr 1930 schuf Munch eine gespiegelte Lithografie des Motivs.

## Bildbeschreibung
In einem Restaurant, das Reinhold Heller als jenes des Grand Hotels Russischer Hof in Weimar ausmacht, sitzt Munch nahe an der Bildebene in einem stark fliehenden Bildraum oder wie Matthias Arnold es ausdrückt einem „perspektivisch nach hinten drängenden Raum“ allein vor einem Tisch. Dieser ist mit einer Weinflasche, einem Glas und einem leeren Teller gedeckt. Munchs Haltung, leicht vornüber gebeugt mit aufeinander liegenden Händen, wirkt kraftlos. Sein Kopf im Halbprofil hingegen scheint zu brüten oder sogar innerlich zu brodeln, was noch verstärkt wird durch einen blutroten Hintergrund. Zwischen den engstehenden Tischreihen und den betonten Vertikalen wirkt Munch eingeklemmt, stößt im Vordergrund gegen den Tisch. Ein einzelner anderer Gast sitzt am Ende der Tischreihe in der fern liegenden Ecke des Raums. Ulrich Bischoff macht in ihm eine alte Frau aus. Hinter Munchs Schultern stehen Rücken an Rücken zwei Ober, die auf Bischoff in dem fast leeren Restaurant gespenstisch wirken.
Die kontrastreichen Rot- und Grüntöne, die das Bild dominieren, unterstützen laut Iris Müller-Westermann das Gefühl von Qual und Pein, das von Munchs Haltung ausgeht. Das Orange hinter seinem Rücken steigt wie Feuerzungen auf. Die Farben, in denen Munch gemalt ist, korrespondieren mit denen des Raums, nehmen die Figur als Teil der Gesamtkomposition in sich auf. Das Grün des Anzugs spiegelt sich im Grün der Wand, das Blau auf beiden Seiten im Weiß der Tischtücher. Das hervorstechende Rot der Krawatte findet sich im roten Fleck hinter Munchs Kopf wieder, das Gelb der Fenster zur Rechten im Fleck zur Linken. Insgesamt kommentiert Curt Glaser: „Alle Farben sind gedämpft, um sich der Gesamtstimmung einer melancholischen Einsamkeit unterzuordnen.“

## Interpretation

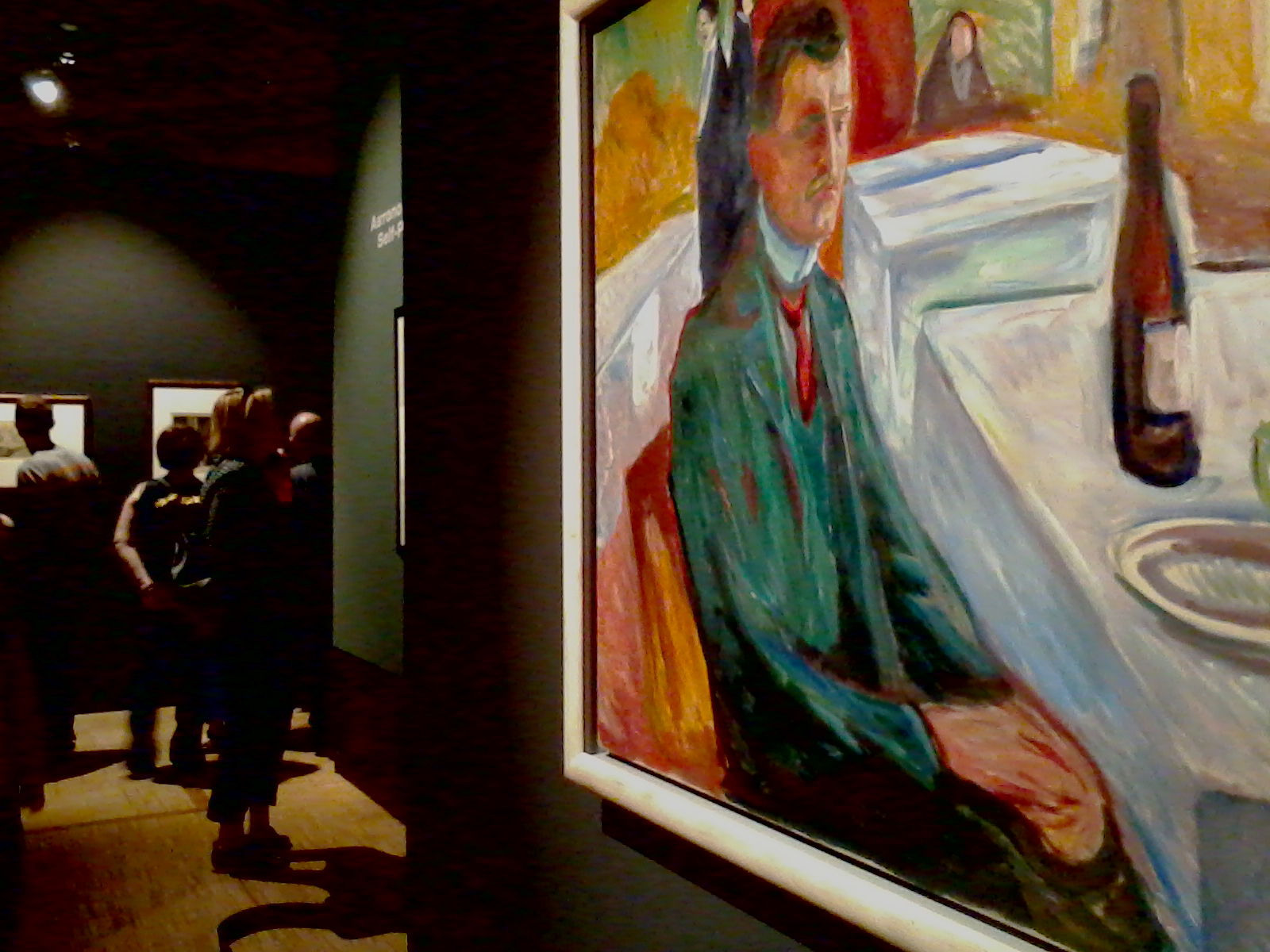
Selbstbildnis mit Weinflasche bei einer Ausstellung in Moskau, 2019

Munchs Selbstbildnis mit Weinflasche wird allgemein als Wiedergabe der Einsamkeit und Anspannung gedeutet, unter der Munch zur Entstehungszeit des Bildes stand. Die beiden Kellner, die aus Munchs Körper zu wachsen scheinen und in unterschiedliche Richtungen blicken, sieht Iris Müller-Westermann als Metapher für miteinander im Widerstreit liegende Geisteskräfte des Künstlers. In einem Brief an Max Linde schrieb Munch, dass er unter einer Spaltung seiner Seele in zwei Zustände litte, einen negativen, reflektiven und einen positiven, instinktiven oder animalischen: „Wie in einer chemischen Reaktion sind diese Zustände gut, wenn sie sich verbinden, aber gefährlich, wenn sie getrennt werden.“
Laut Reinhold Heller sitzt Munch in dem Bild eingeklemmt zwischen Tischreihen, die an die Form von Särgen oder Totenbahren erinnern, bewegungslos und kraftlos, wie in einer Falle gefangen. Er sieht in dem Bild „die expressive Darstellung eines der Macht seelischer Kräfte ausgelieferten Mannes, der Erlösung im Alkohol sucht und dabei nur noch mehr Ängste und Halluzinationen findet“. Die Kunst sei dabei gleichzeitig ein Abbild seines Zustandes, eine Abwehr und eine Zuflucht, und er zieht eine Verbindung zum Verfolgungswahn August Strindbergs, den dieser in Werken wie Inferno oder Nach Damaskus sublimierte. Für Ulrich Bischoff ist die Perspektive des Bildes beängstigend und die erzeugte Stimmung eine von „tiefer Resignation“. Matthias Arnold fühlt sich an Vincent van Goghs Gemälde Das Nachtcafé erinnert.

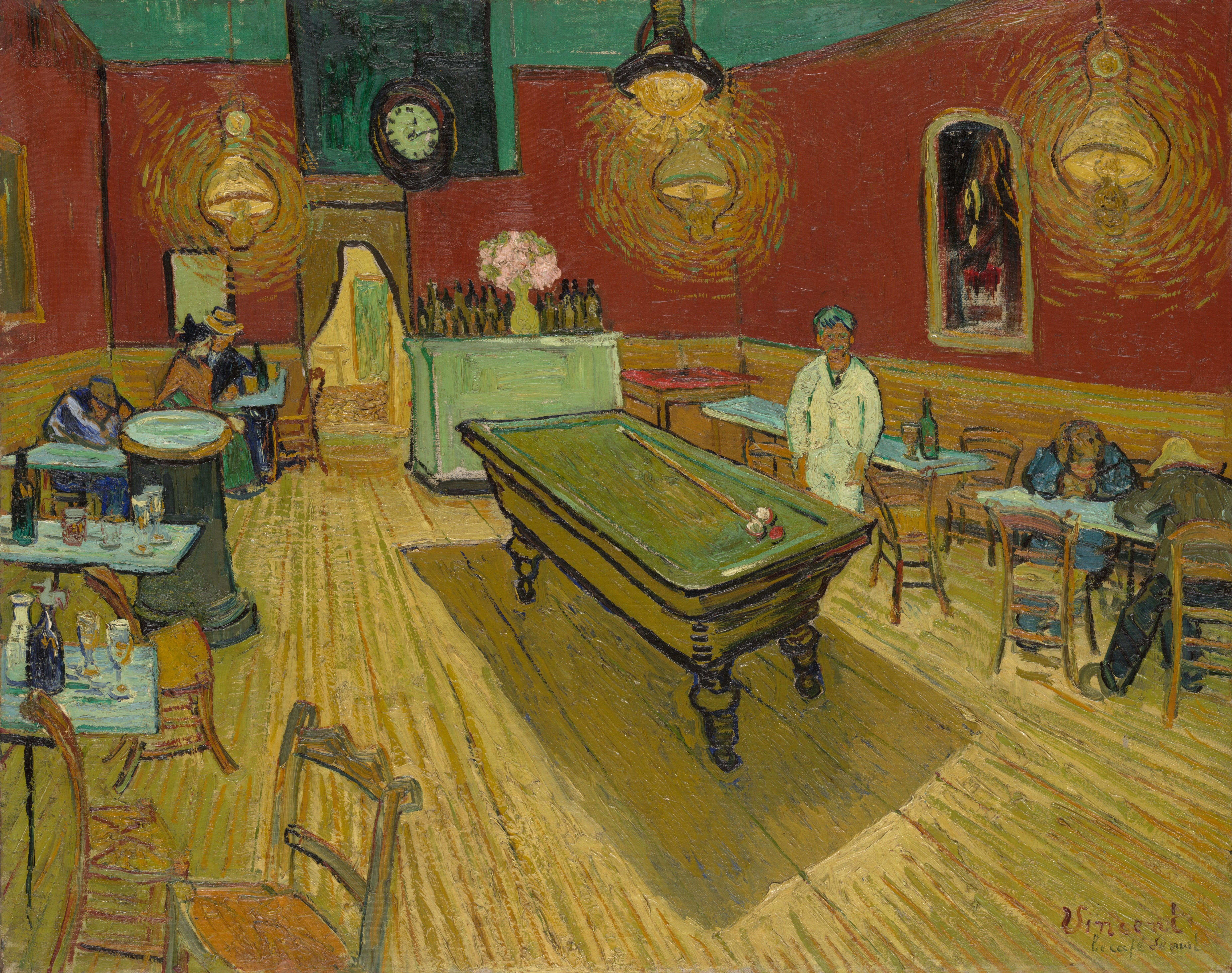
Vincent van Gogh: Das Nachtcafé (1888), Öl auf Leinwand, 72 × 92 cm, Yale University Art Gallery

## Biografischer Hintergrund
Im Jahr 1902 war es zwischen Munch und seiner Geliebten Tulla Larsen zu einem dramatischen Vorfall gekommen, bei dem sich ein Schuss aus einem Revolver löste und Munch das oberste Glied seines Mittelfingers verlor, siehe dazu beim Selbstporträt mit Tulla Larsen. Die folgenden sechs Jahre waren für den Künstler einerseits eine Phase großer künstlerischer Kreativität mit steigender Bekanntheit vor allem in Deutschland, die zu zahlreichen Aufträgen für Porträts führte. Damit einher ging jedoch eine wachsende persönliche Krise, die von der Verletzung seiner Palettenhand ausgelöst worden war. Munch lebte in den Jahren in starker äußerer und innerer Anspannung. Seine ökonomische Lage blieb unsicher, die zahlreichen Aufträge führten zu ständigen Umzügen und einem Leben in Hotels. Dazu gesellte sich eine zunehmende Alkoholabhängigkeit. Schließlich kam es im Jahr 1908 zu einem Nervenzusammenbruch, einem mehrmonatigen Aufenthalt im Kopenhagener Sanatorium des dänischen Psychiaters und Nervenarztes Daniel Jacobson und anschließend zu Munchs weitgehendem Rückzug aus der Öffentlichkeit in Kragerø und Ekely.

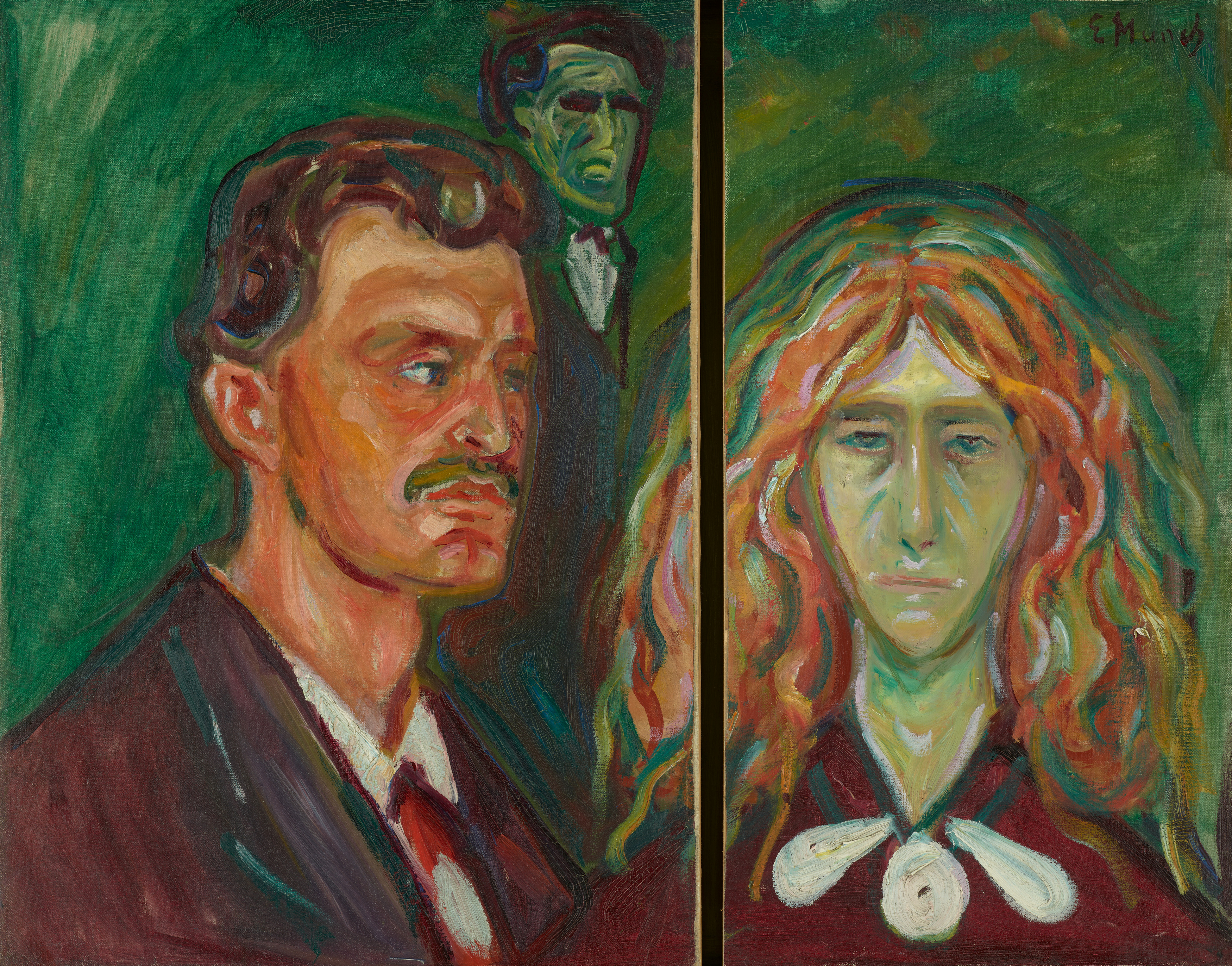
Selbstporträt mit Tulla Larsen (1905), Öl auf Leinwand, 64 × 45,5 und 62 × 33 cm, Munch-Museum Oslo

Munch beschrieb diese Phase: „Im Winter 1904–05 in Deutschland verfiel ich mehr und mehr einer Nervenkrankheit, die die ständigen Verfolgungen meiner Kunst und meiner Person hervorgerufen hatten – gegen den Frühling ging sie in ernsthafte Anfälle über.“ Der Maler wurde paranoid, fühlte sich von der Geliebten und ihren Freunden verfolgt und ertränkte seine Probleme im Alkohol: „Das Verlangen zu trinken wurde stärker; meine Anfälle kamen häufiger. Ab und zu nahmen sie auch an Heftigkeit zu. Es kam sogar vor, daß ich mit dem einen oder anderen in die Haare geriet.“ So kam es etwa zu Handgreiflichkeiten mit seinem Freund und Schüler Ludvik Karsten. Dabei wusste Munch, dass ihm der Alkohol so sehr schadete, wie er ihm scheinbar half: „Der Gedanke erhöht die Sensibilität, aber vermindert das Gefühl. – Der Wein verstärkt das Gefühl und setzt die Sensibilität herab.“ Er fand für seinen Zustand das Bild: „Ich habe das Empfinden, als wäre ich ein kleines Schiff ohne Steuermann, und das Schiff führe rasch mit der Strömung in unbekannte Fernen.“

## Werkkontext
In der radikalen Subjektivität der Kunst von Edvard Munch und ihrem starken Bezug auf eigene Erlebnisse und Erfahrungen spielen Selbstbildnisse durchgängig eine wichtige Rolle. Sie sind laut Ulrich Bischoff ein „schonungsloses Instrument der Selbstbefragung“ und in ihrer Bedeutung mit Munchs Hauptwerken auf eine Stufe zu stellen. Nach der Jahrhundertwende wandelten sich Munchs Selbstbildnisse und waren laut Arne Eggum nicht länger psychologische Porträts, die auf dem Studium des eigenen Äußeren im Spiegel basierten. Munch konnte nun auf Fotografien zurückgreifen, die er mit Selbstauslöser anfertigte, was ihm eine größere Freiheit bei der Bildgestaltung gab. In der Folge wirkten die Selbstbildnisse weniger inszeniert und dynamischer. Auch das Selbstbildnis mit Weinflasche geht auf eine Fotografie zurück, die Munch bereits 1904 beim Sommeraufenthalt in Åsgårdstrand von sich angefertigt hatte.

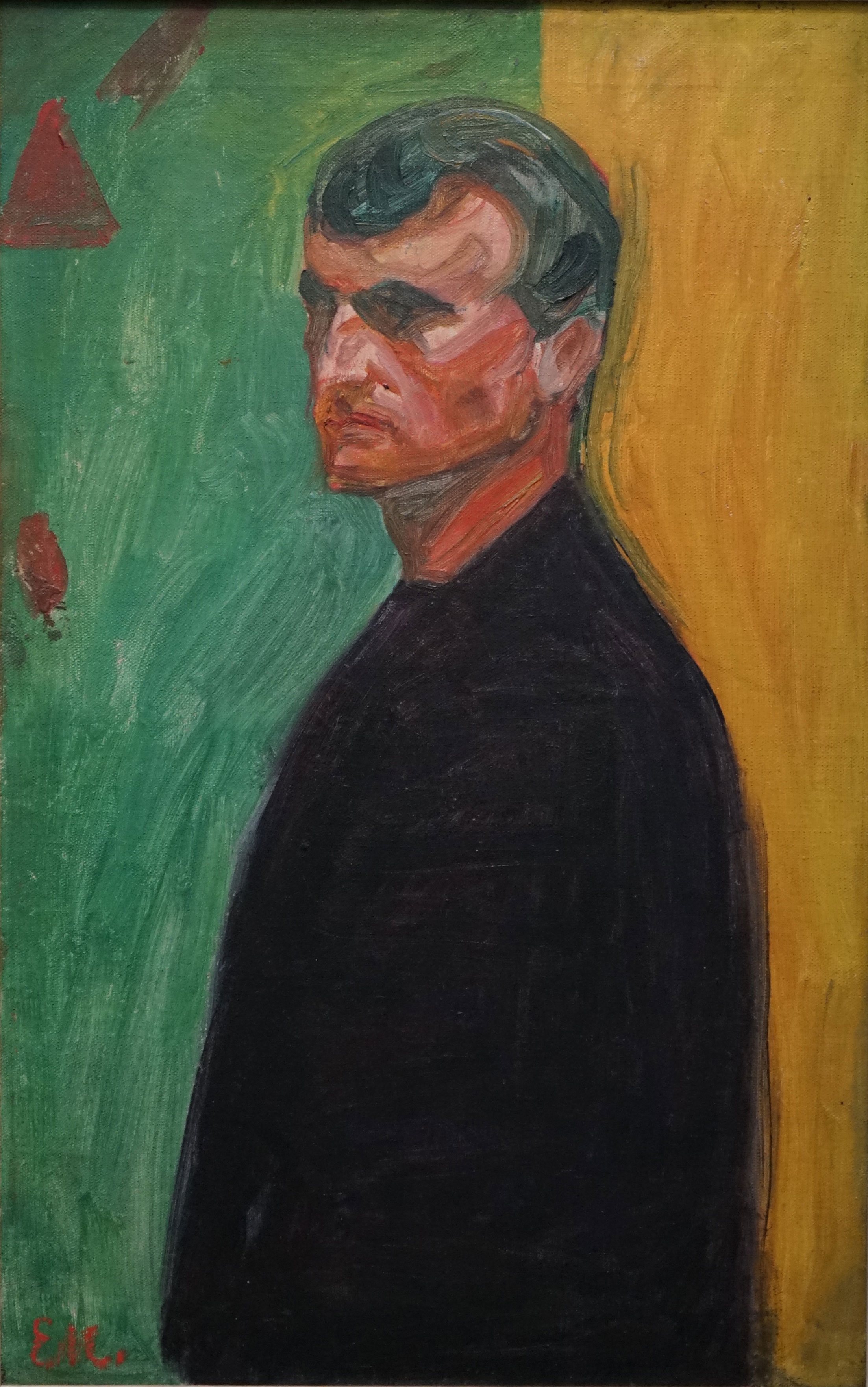
Selbstporträt vor zweifarbigem Hintergrund (1904), Öl auf Leinwand, 69,7 × 44 cm, Privatsammlung Heidi Horten
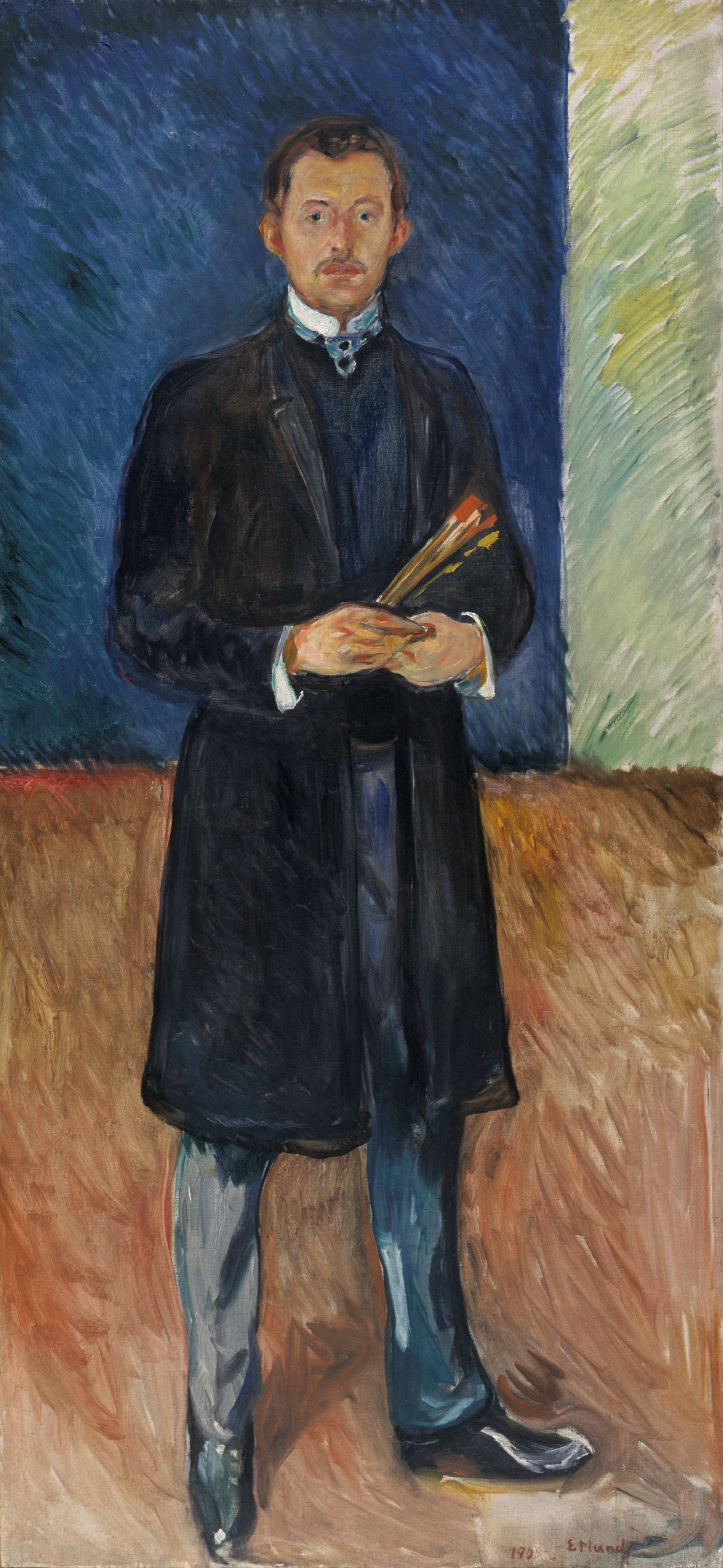
Selbstbildnis mit Pinseln (1904), Öl auf Leinwand, 197 × 91 cm, Munch-Museum Oslo
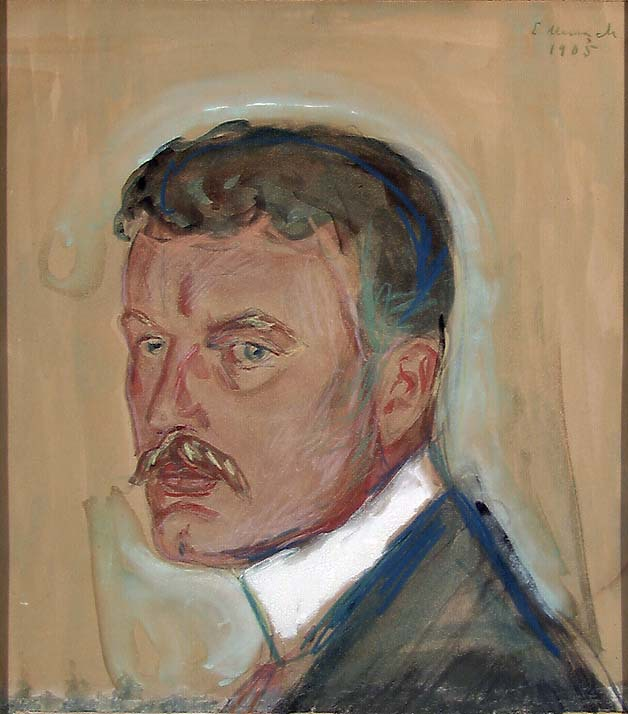
Selbstbildnis mit Schnurrbart und hohem Kragen (1905), Aquarell, Pastell, Gouache und Malstift über Bleistift auf Karton, 43,4 × 41,5 cm, Norwegische Nationalgalerie Oslo
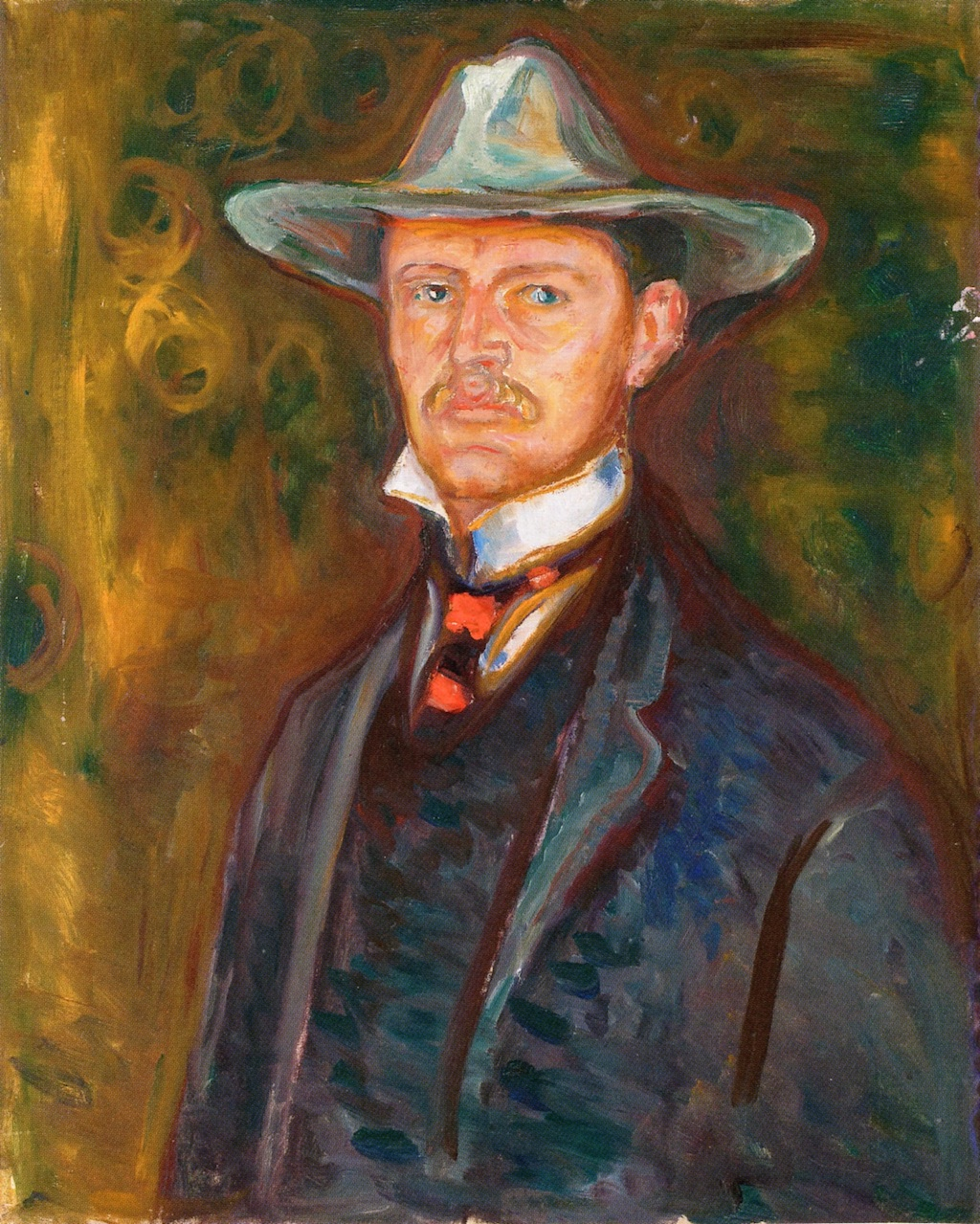
Selbstbildnis mit Panamahut (1905), Öl auf Leinwand, 79 × 64 cm, Munch-Museum Oslo
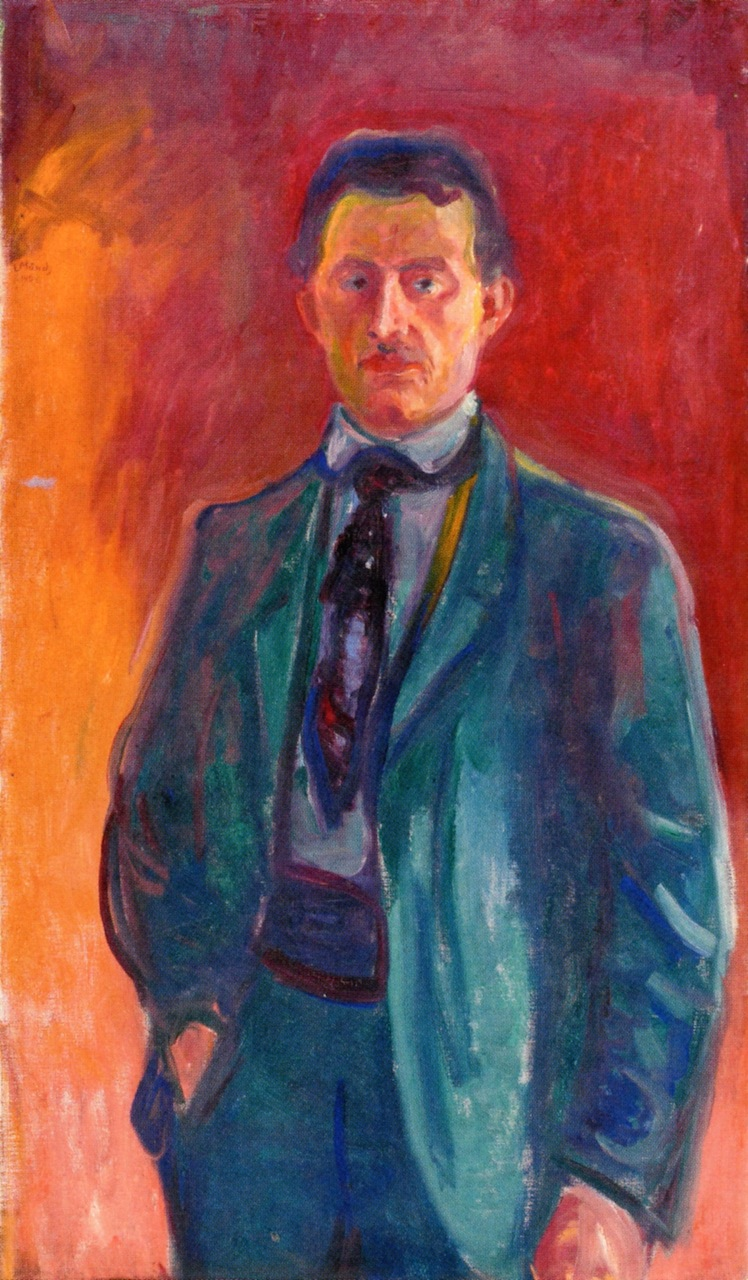
Selbstbildnis vor rotem Hintergrund (1906), Öl auf Leinwand, 120 × 70 cm, Munch-Museum Oslo

In den Jahren 1902 bis 1906 malte Munch eine ganze Reihe von Selbstporträts, in denen er selbstbewusst mit Hut, Mantel und Malerutensilien posierte. Reinhold Heller wertete diese Bilder als Idealisierung, hinter der Munch seine innere Krise verbarg. In diesem Sinne sah er auch das Porträt Friedrich Nietzsche, das Munch 1906 in Weimar im Auftrag von Elisabeth Förster-Nietzsche malte, als ein idealisiertes Selbstporträt, in dem Munch sich mit dem Philosophen identifizierte, der aufrecht und ruhig, voll innerer Kraft und Selbstgewissheit über den Abgrund auf eine Landschaft blickt. Munch bediente sich Techniken seines berühmten Motivs Der Schrei in der Gestaltung des Himmels und den stürzenden Linien, die allerdings dieses Mal aufwärts und nicht abwärts führen, so dass das Bild als „emotionale Antithese“ zum Schrei verstanden werden kann.

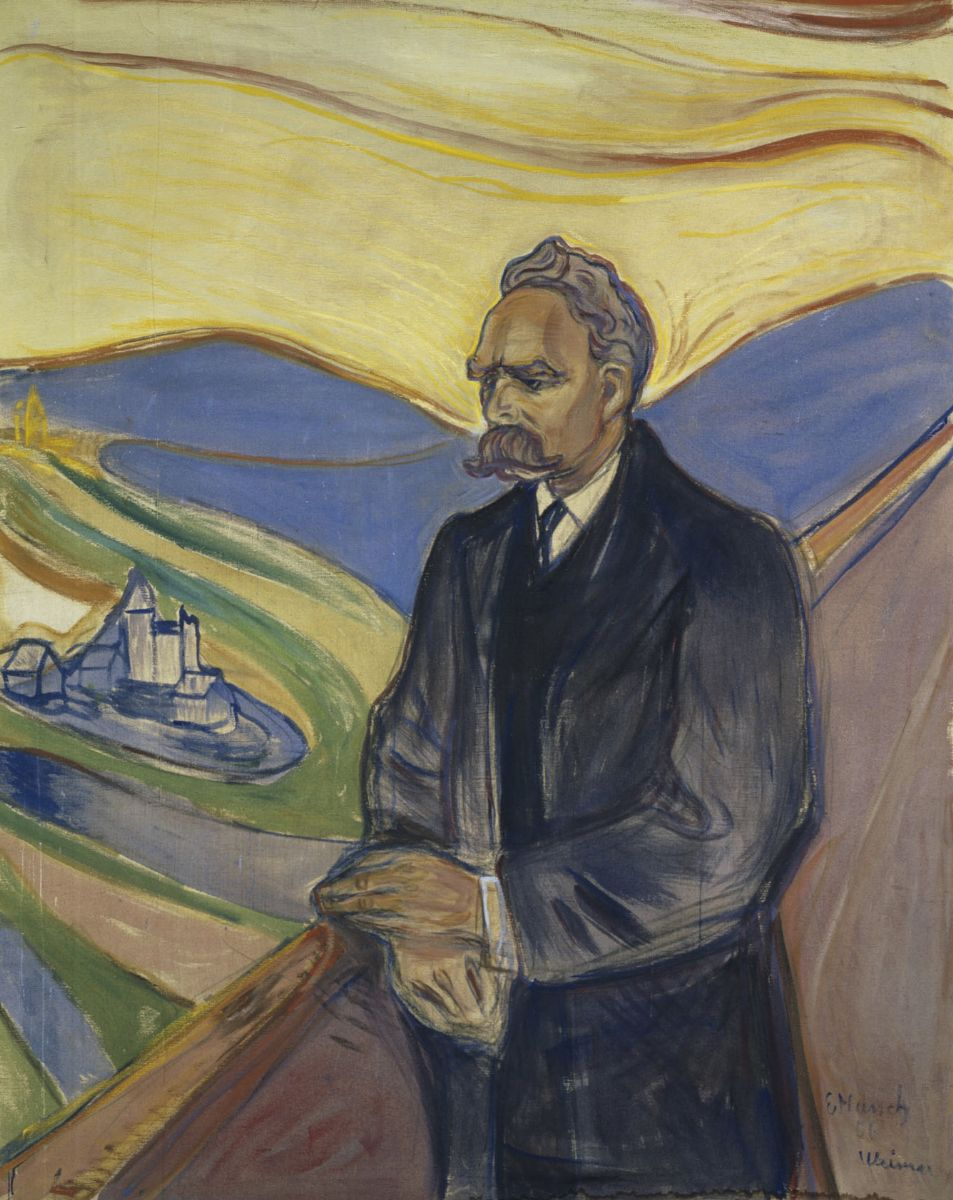
Porträt Friedrich Nietzsche (1906), Öl auf Leinwand, 201 × 160 cm, Thielska galleriet Stockholm
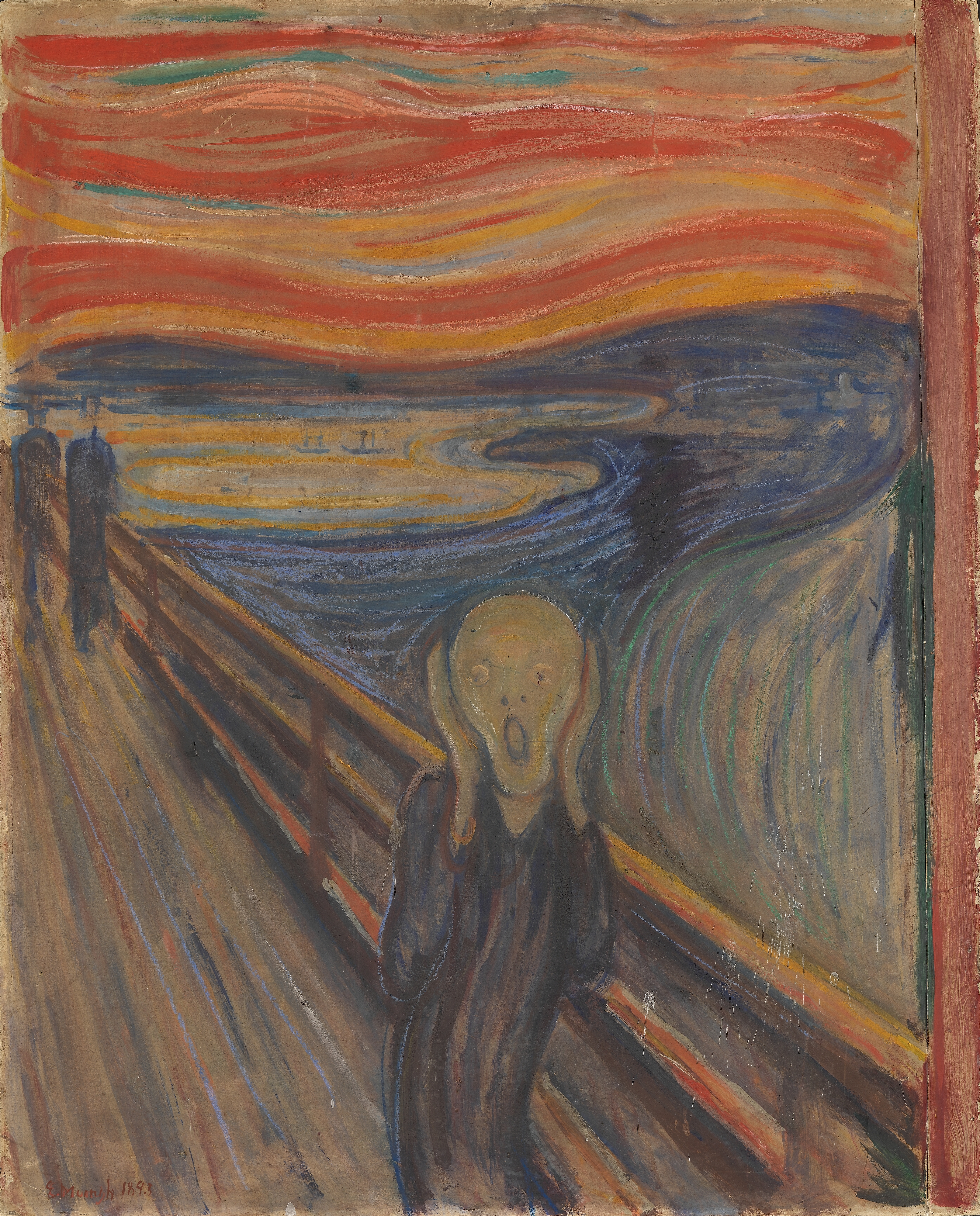
Der Schrei (1893), Öl, Tempera und Pastell auf Pappe, 91 × 73,5 cm, Norwegische Nationalgalerie Oslo
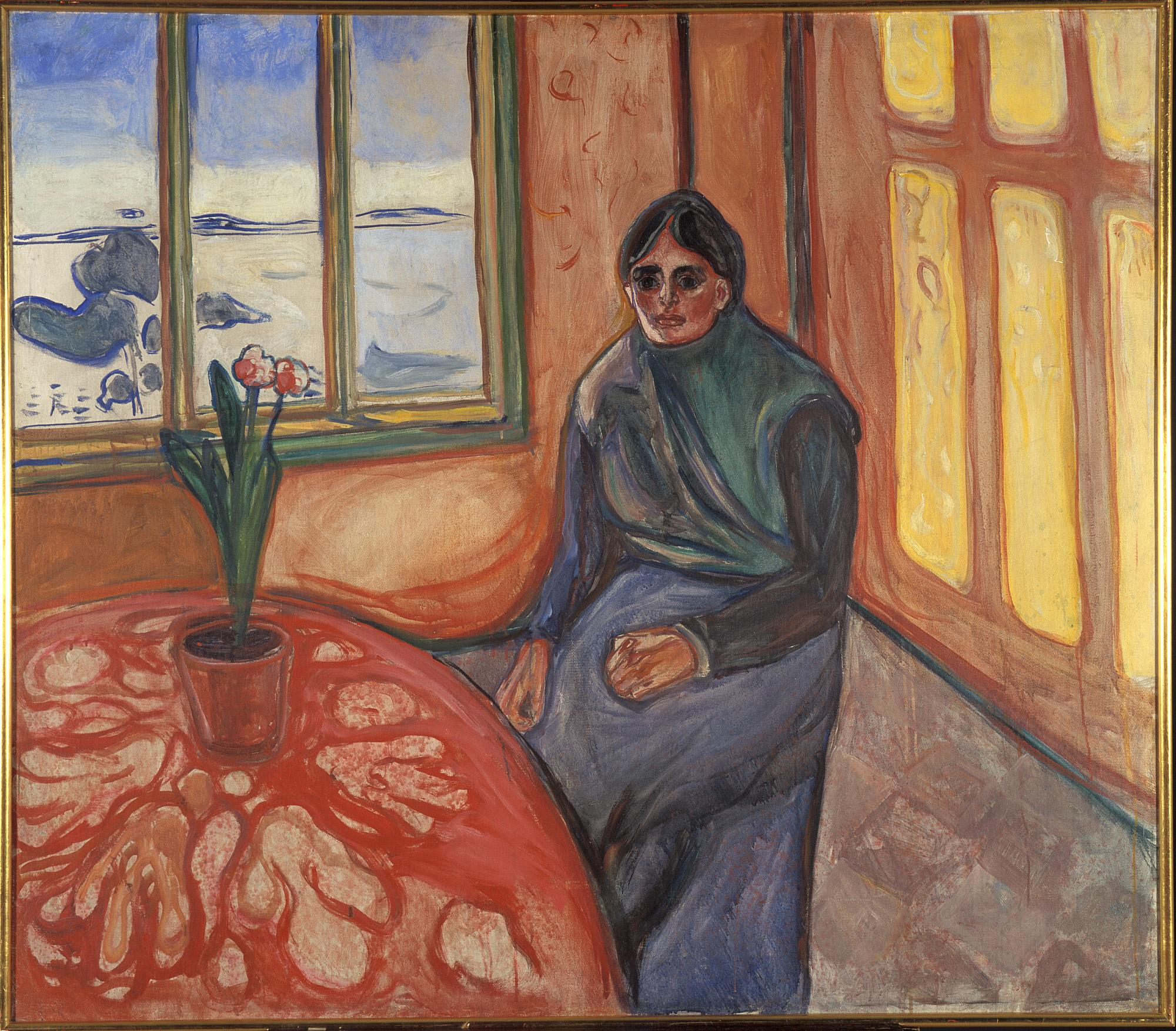
Melancholie (1900/01), Öl auf Leinwand,  110 × 126 cm, Munch-Museum Oslo

Auch beim Selbstbildnis mit Weinflasche griff Munch mit der extremen Perspektive und den kontrastreichen Farben auf seinen Stil der 1890er Jahre zurück, insbesondere auf den Schrei. So korrespondiert der rote Fleck hinter seinem Kopf mit dessen blutrotem Himmel. Curt Glaser sah das Bild vor allem als Gegenstück zum Porträt der schwermütigen Schwester Laura in Melancholie (1900/01). Selbstbildnis mit Weinflasche ist das bekannteste Selbstporträt Munchs der Jahre zwischen 1902 und 1906 geblieben und gehört zu seinen Hauptwerken nach der Jahrhundertwende. Laut Matthias Arnold ist es „eines der suggestivsten autobiographischen Zeugnisse Munchs“. Dieser schrieb selbst 1909 seinem Freund Jappe Nilssen, dass er das Bild, das seinen gefährdeten Zustand und die Tiefe seiner Verzweiflung so schonungslos offenlegte, als eine seiner erfolgreichsten „Selbstuntersuchungen in schwierigen Jahren“ betrachtete.

## Lithografie

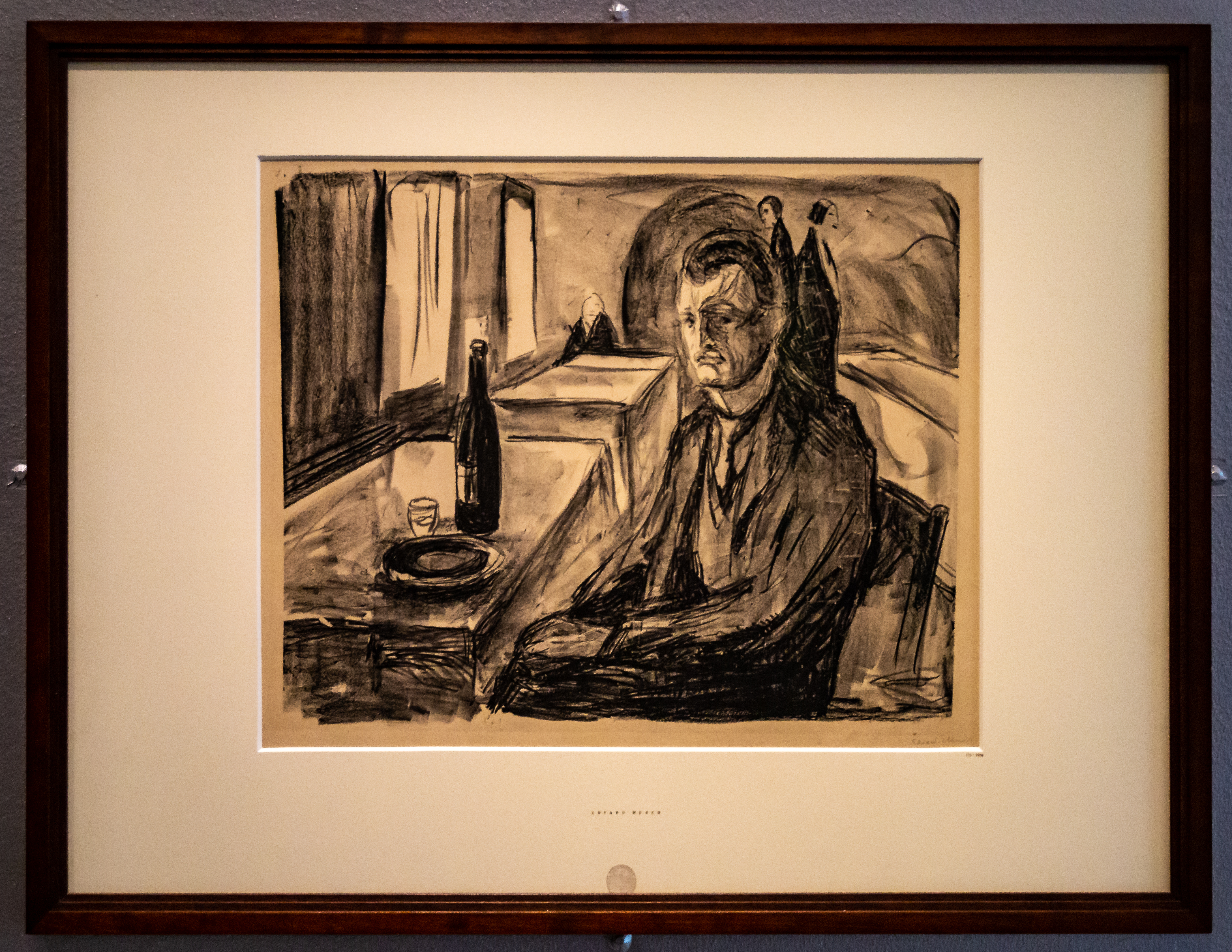
Selbstbildnis mit Weinflasche (1930), Kreidelithografie mit Schabeisen auf Velinpapier, 42,4 × 52,1 cm, Kupferstichkabinett Berlin